# Gemeinschafts-Müllheizkraftwerk Ludwigshafen
Das Gemeinschafts-Müllheizkraftwerk Ludwigshafen (GML) ist ein von 1964 bis 1967 errichtetes Müllheizkraftwerk mit drei Verbrennungslinien in Ludwigshafen. Es verbrennt ganz überwiegend den Hausmüll, Sperrmüll und hausmüllähnliche Gewerbeabfälle von Kommunen rund um Ludwigshafen am Rhein. Der Hochdruckdampf wird vom benachbarten Fernheizkraftwerk der Technischen Werke Ludwigshafen (TWL AG) verwertet. Die GML kann jährlich ca. 235.000 Tonnen Müll durch Verbrennung in Energie umwandeln. Aus dem Hochdruckdampf, der bei der Müllverbrennung entsteht, wurden im Jahr 2021 im benachbarten Fernheizkraftwerk der TWL AG 67 Millionen Kilowattstunden Strom und 266 Millionen Kilowattstunden Fernwärme produziert.
Betrieben wird es von der GML-Gemeinschaftsmüllheizkraftwerk Ludwigshafen GmbH, deren Gesellschafteranteile zu 100 Prozent die Kommunen Ludwigshafen am Rhein, Frankenthal/Pfalz, Neustadt an der Weinstraße, Mannheim und Speyer, die Landkreise Alzey-Worms, Bad Dürkheim, der Rhein-Pfalz-Kreis sowie die beiden Anstalten Zentrale Abfallwirtschaft Kaiserslautern (ZAK) und Entsorgungs- und Baubetrieb der Stadt Worms (ebwo) halten. Die ZAK ist eine gemeinsame kommunale Anstalt der Stadt und des Landkreises Kaiserslautern. Beide Anstalten sind Anstalten des öffentlichen Rechts (AöR).

## Geschichte
Das Müllheizkraftwerk (MHKW) wurde 1964 bis 1967 errichtet. Die GML wurde 1985 gegründet (Ludwigshafen, Worms, Speyer, Frankenthal, Mannheim, Neustadt sowie die Landkreise Ludwigshafen und Bad Dürkheim), 2003 kam der Landkreis Alzey-Worms dazu und 2014 die ZAK. Der Gesellschafter Stadt Worms wurde 2020 durch deren Anstalt ebwo ersetzt. Vor 1985 war das Müllheizkraftwerk eine Anlage der TWL AG. Die GML hält fortwährend die Anlagen des Müllheizkraftwerks auf dem jeweils aktuellen technischen Stand; die Folge sind eine Vielzahl von Umbau- oder Modernisierungsprojekten im Zeitverlauf: So z. B. der Umbau der Rauchgasreinigung von 2004 bis 2008. Ein schwerer Brand am 11. Oktober 2010 hat den Müllbunker schwer beschädigt und ein erweitertes Brandschutzkonzept erfordert (Einbau einer zusätzlichen Sprühflutlöschanlage und dadurch Erweiterung der bestehenden Brandschutzeinrichtungen). Ein neuer Müllbunker wurde 2012 bis 2014 errichtet und 2016 das ehemalige Hallenbad Nord als Löschwasser-Vorratsbehälter in Betrieb genommen. Von 2017 bis 2025 erfolgt eine umfassende Modernisierung (siehe Projekt IGNIS).
Bis Oktober 2015 betrieb die GML in Grünstadt auch das Biokompostwerk Grünstadt (BKW), das 40.000 Tonnen an Bioabfällen pro Jahr kompostierte. Im Zuge der Kooperation mit der Zentralen Abfallwirtschaft Kaiserslautern wurde das BKW stillgelegt und zur Bioabfall-Umladeanlage Nord (BAUN) umgebaut. Dort werden jetzt die Bioabfälle nur noch umgeladen, um sie zur ZAK nach Kaiserslautern zu transportieren.

## Aufgabe
In der GML sind die entsorgungspflichtigen Städte Ludwigshafen am Rhein, Frankenthal/Pfalz, Neustadt an der Weinstraße, Mannheim und Speyer sowie die Landkreise Alzey-Worms, Bad Dürkheim, Rhein-Pfalz-Kreis und die beiden Anstalten Zentrale Abfallwirtschaft Kaiserslautern (ZAK) sowie ebwo zusammengeschlossen. Das Entsorgungsgebiet umfasst ca. 2.600 Quadratkilometer mit einer Million Einwohnern, was einem Viertel der Rheinland-Pfälzer entspricht.

## Energiegewinnung

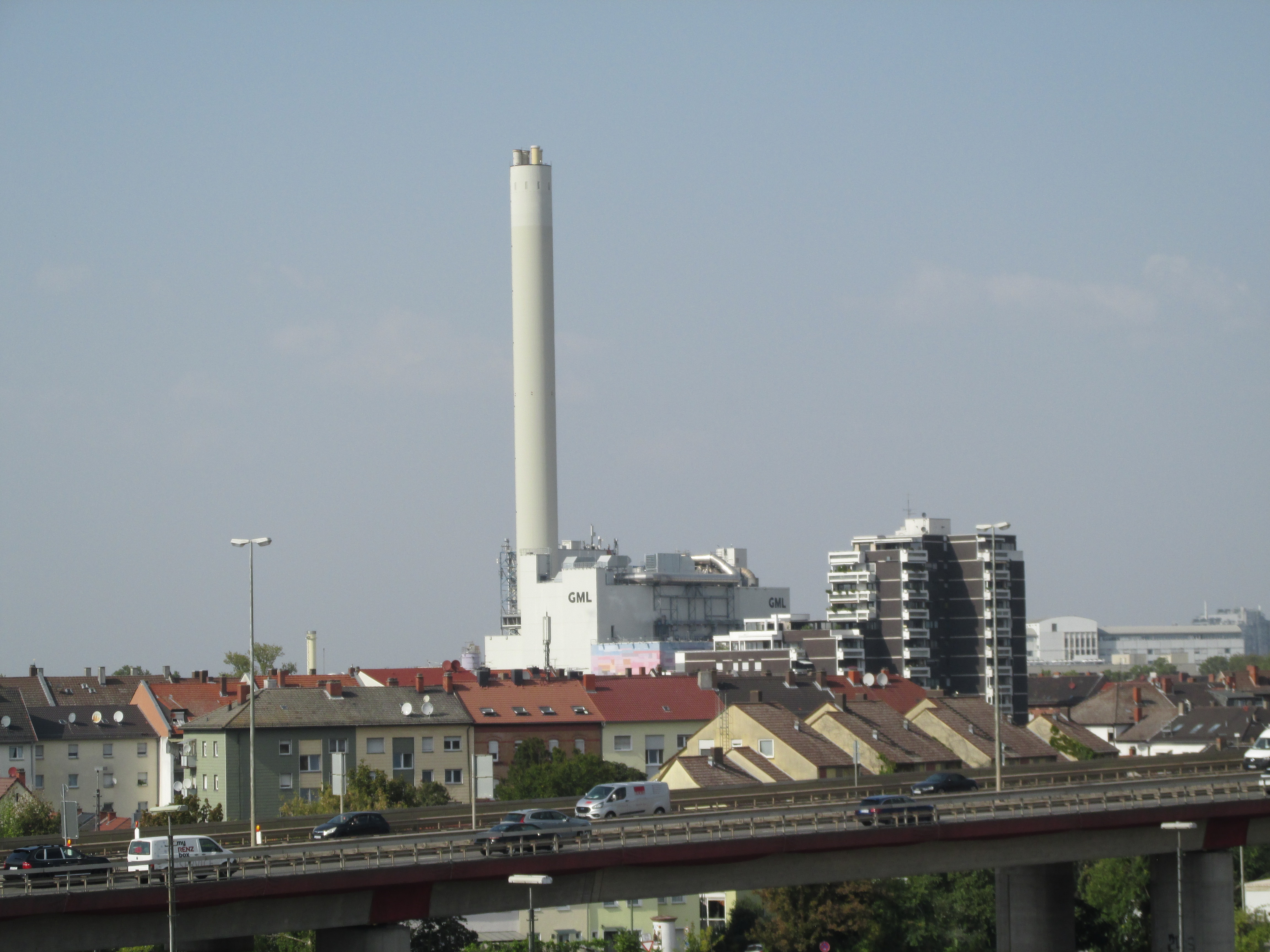
Blick von der Ludwigsbrücke

Jährlich werden mehr als 210.000 Tonnen Abfälle verwertet, im Jahr 2024 gab es mit rund 223.000 Tonnen den höchsten Durchsatz der Firmengeschichte. Nach Abzug des Eigenbedarfes (Betriebsstrom) konnten vom Energieversorger TWL aus dem Hochdruckdampf der GML etwa 67 Millionen Kilowattstunden Strom abgegeben werden, was dem jährlichen Bedarf von ca. 18.500 Vier-Personen-Haushalten entspricht. Zusätzlich hat TWL 266 Millionen Kilowattstunden Fernwärme aus dem Hochdruckdampf der GML produziert, was den Wärmebedarf von ca. 22.000 Haushalten deckt. Restmüll als Brennstoff spart so jährlich etwa 88.000 Tonnen Kohlenstoffdioxid (CO2) ein.

## Anlagen
Im Gemeinschafts-Müllheizkraftwerk Ludwigshafen wird seit über 50 Jahren die sogenannte Walzenrost-Feuerung zur Verbrennung eingesetzt. Im Rahmen des Modernisierungsprojektes IGNIS von 2017 bis 2025 wird diese Feuerung bei zwei von drei Müllkesseln durch die moderne, besser regulierbare Stufenrost-Feuerung ersetzt. Eine von 2004 bis 2008 modernisierte Rauchgas-Reinigungsanlage reinigt die Abgase der Verbrennung, bevor diese den Kamin verlassen.

## Schadstoffausstoß
Der Kamin der Anlage ist 125 Meter hoch und gehört zu den höchsten Bauwerken in Ludwigshafen. Die im Kamin des Müllheizkraftwerks gemessenen Abgas-Werte werden manipulationssicher elektronisch dokumentiert und können von der Aufsichtsbehörde SGD Süd in Neustadt jederzeit eingesehen werden. Durch den Einsatz moderner Filtertechniken werden die vom Gesetzgeber geforderten Jahresmittelwerte sicher unterschritten.

## Projekt „IGNIS“
Nach 50 Jahren Betrieb erhält das Müllheizkraftwerk der GML seine dritte Kesselgeneration: Zwei der drei vorhandenen Müllkessel werden durch moderne Müllkessel mit Stufenrostfeuerung ersetzt. Der dritte vorhandene Müllkessel wird „runderneuert“. Der Schlackenbunker wird erweitert. Zur Umsetzung gibt es bei GML das Projekt IGNIS („Ignis“ = lateinisch für „Feuer“) welches sich mit der Planung, der Genehmigung und der Realisierung der verschiedenen Modernisierungsmaßnahmen beschäftigt. Die GML investiert im Rahmen des Projektes IGNIS ca. 100 Millionen Euro. Von Mai 2020 bis April 2021 wurde zwischen dem bestehenden Kesselhaus und der Bahnlinie ein neues Kesselhaus für die Montage des neuen Müllkessels 4 errichtet. Bis Herbst 2022 wird der neue Müllkessel 4 in Betrieb genommen. Danach wird der bestehende Müllkessel 1 stillgelegt und abgerissen und an dessen Stelle bis Frühjahr 2025 der neue Müllkessel 5 in Betrieb genommen.

## Umweltbildung
Seit Mai 2000 dient das Freilandklassenzimmer als sogenannter außerschulischer Lernort, der zu den schulnahen Umweltbildungseinrichtungen in Rheinland-Pfalz (SchUR-Station) gehört. Das Unterrichtskonzept des Freilandklassenzimmers wurde zunächst mit der Pädagogischen Hochschule Heidelberg, danach mit der Universität Koblenz-Landau entwickelt. Das Gebäude, in dem der Unterricht stattfindet, ist von einem naturnahen Garten umgeben und mit verschiedenen Lernstationen versehen. Das Angebot ist eintrittsfrei und wird fachlich qualifiziert betreut. Es wird im Durchschnitt pro Jahr von über 200 Schulklassen mit rund 4.000 Schülern besucht.
Von 2019 bis 2021 wurde im ehemaligen Hallenbad Nord das GML-Informationszentrum DIE VIER ELEMENTE entwickelt, die zweite Umweltbildungseinrichtung der GML. Dort erklärt das Unternehmen seine Aufgaben und gibt auch Erwachsenen die Möglichkeit, sich über Umweltthemen zu informieren. Mit den jährlichen Schüler-Workshops wie dem Kinderzukunftsdiplom „WERTvoll“ und „TRASH - Alles nur Müll?“ bietet die GML kostenlos spezielle Formate für Schulen und allgemein Kinder und Jugendliche an.

## Industrie und Umweltschutz
Auf dem Gelände des GML-Müllheizkraftwerks befinden sich in etwa 40 Metern Höhe außerdem zwei Horste für Falken.

## Kunst und Müll
Seit Oktober 2016 wird das von der GML als Löschwasser-Reservoir genutzte, 2001 geschlossene Hallenbad Nord auch für Veranstaltungen aus den Bereichen Kunst und Kultur kostenlos zur Verfügung gestellt (Konzerte, Vorträge und Ausstellungen). Das Hallenbad Nord ist als Baudenkmal klassifiziert.  Eine Dauer-Fotoausstellung stellt die Arbeit des Clean-River-Projekts vor. Der 125 Meter hohe Kamin wird farbig beleuchtet.